# 563
563是562與564之間的自然數。

## 在數學中
- 第103個質數。前一個為557、下一個為569。
  - 陳質數
  - 愛森斯坦質數
  - 安全質數
  - 威爾遜質數
  - 高斯質數之一。
- 十进制的等數位數。
- 快樂數
- 17個連續質數和：（5+7+11+13+17+19+23+29+31+37+41+43+47+53+59+61+67）

## 在人類文化中
- M8裝甲車的最大行動距離為563公里
- A7V坦克共製造了20架，其中車底編號563的奧丁於德國的德國裝甲博物館展示
- B-29轟炸機的時速達563公里
- 愛荷華州的北美洲電話區號為563
- 宣城市的中国大陆地区电话区号為0563

## 在化學中
- 硫酸的沸點為563K
- 釤的蒸氣壓為563 帕

## 在天文中
- NGC 563 是鯨魚座的一個星系

## 在其他領域中
- 西元563年和前563年
- Socket 563是AMD公司用於MicroPGA封裝的微處理器的一種CPU插座
- 蘇必略湖長563公里、寬257公里